# Museu d'Art Popular de la Ciutat de Mèxic
El Museu d'Art Popular de la Ciutat de Mèxic, oficialment i en castellà Museo de Arte Popular de la Ciudad de México és una institució dedicada a promoure i preservar l'art popular mexicà. Localitzat al Centre Històric de la Ciutat de Mèxic en una antiga estació de bombers, el museu conté una col·lecció que inclou tapets, ceràmica, gots, pinyates, alebrijes i mobles, entre altres objectes. No obstant això, el museu és conegut principalment com a patrocinador de la desfilada anual Nit de Alebrijes, en què criatures fantàstiques es construeixen a escala monumental i després desfilen des del Zócalo fins al Monument a la Independència, competint per premis.

## El museu

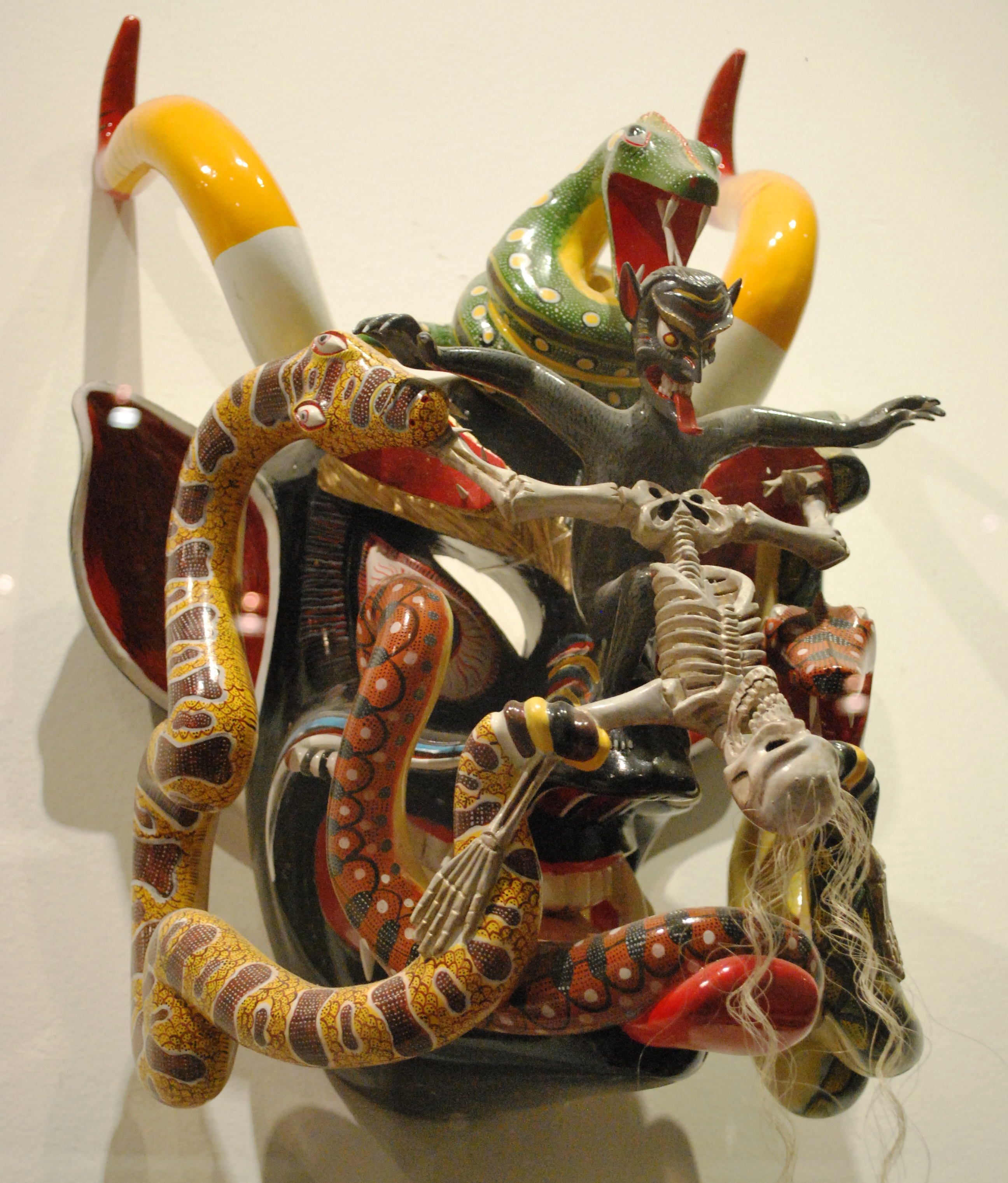
Màscara de diable amb serps.

Va obrir les portes el març de 2006 per convertir-se en un referent de l'artesania mexicana i promoure-la, a través de tallers i altres esdeveniments, al país i al turisme estranger així com dignificar l'artesania mitjançant la restauració d'obres antigues i fomentar la seva creació tant a l'interior del museu com de forma externa.
La col·lecció permanent conté peces antigues i recents de diverses tradicions que formen part de la cultura mexicana, havent-se constituït gràcies a la generositat de diverses institucions i donants individuals. Alguns dels principals donadors inclouen Alfonso Romo de Grupo Savia, qui ha promogut l'art popular durant diversos anys i que va donar 1400 peces per a l'obertura del museu. Un altre mecenes és Carlota Mapeli qui va emigrar a Mèxic des d'Itàlia durant els anys 70 i que es va dedicar a col·leccionar vestimentes brodades i altres tèxtils; ha donat prop de 400 peces, moltes de les quals van ser elaborades en telers de cintura.
La col·lecció està organitzada en cinc sales temàtiques permanents i dues dedicades a «grans mestres», cadascuna de les quals conté diferents tipus d'artesanies. Les cinc sales temàtiques són:
1. Les arrels de l'art mexicà.
2. Les arrels de l'art popular
3. El quotidià
4. El religiós
5. El fantasmágico

L'exposició ocupa tres dels quatre pisos de l'edifici, en una àrea total de 7000 m². També hi ha una sala per a exposicions temporals i una sala d'«interpretació» amb peces de les 32 entitats federatives (els estats i el Districte Federal) del país. Aquí es presenten artesanies de diversos tipus, incloent ceràmica, cistelleria, tallat de fusta, treball en metall, cristalleria, tèxtils, paper maixé i altres. També es disposa d'un centre de recerca amb biblioteca i hemeroteca.

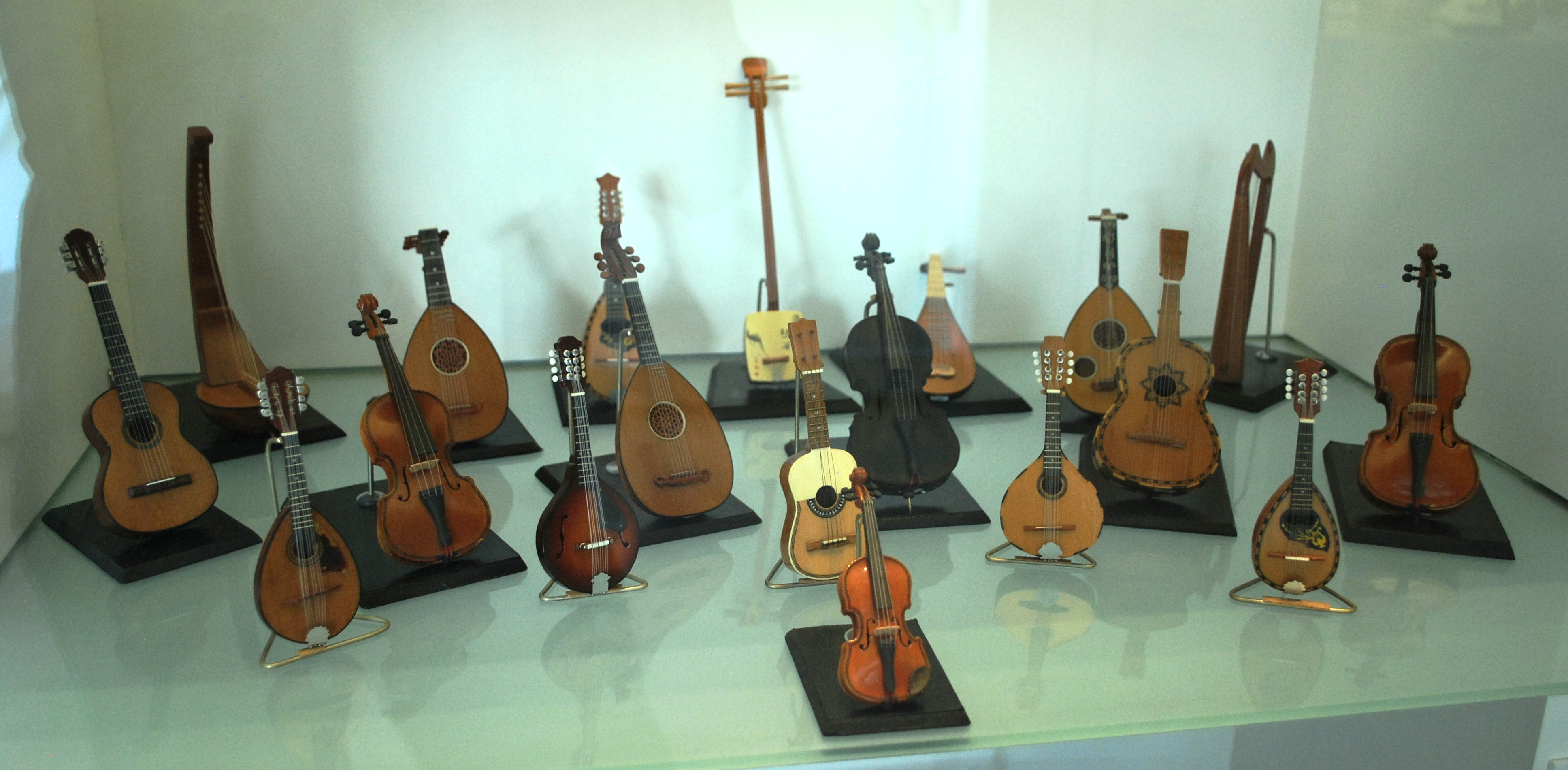
Col·lecció d'instruments musicals de corda.

Durant els caps de setmana el museu té tallers per a nens entre 6 i 12 anys sobre diverses tècniques amb l'objectiu de preservar, entre les quals hi ha el picat de paper, amate i paper maixé. En dates especials com el dia de morts dels tallers inclouen l'elaboració de Catrina, calaveres de nyicris i dolços tradicionals.
La botiga del museu ofereix tant artesanies molt tradicionals com reinterpretacions recents d'aquestes, 4 incloent mobles, teles joguines de totes les regions de Mèxic. La botiga no té una orientació de lucre i té per objectiu ser un espai perquè els artesans puguin oferir els seus productes, molts dels quals procedeixen de pobles a Michoacán habitats en la seva majoria per homes i dones, ja que els homes emigren principalment als Estats Units a la recerca de treball, encara que les vendes d'aquestes artesanies han estat prou bones perquè diversos homes tornessin al seu lloc d'origen i es dediquessin a aquestes tasques.
L'edifici que alberga el museu és considerat el segon edifici Art decó més important de la ciutat, sent el primer les oficines de la Secretaria de Salut a Chapultepec, i va ser construït el 1927 per l'arquitecte Vicente Mendiola com a part de l'esforç en aquesta època per modernitzar la infraestructura de la ciutat. Té un pati central on s'estacionaven els cotxes de bomber i tres pisos per a oficines i casernes. En el seu exterior té una torre en la cantonada amb una llum a la part superior que es feia servir per donar avís d'una emergència. Una altra característica de l'edifici és que posseeix relleus amb motius prehispánicos que decoren la façana de pedra, i el pati interior està cobert per una cúpula de vidre modern. El creixement de la ciutat durant els anys 80 va fer que la localització de l'estació ja no fos l'adequada i es va abandonar, deteriorant-se a causa del terratrèmol de 1985 i en general per la decadència del centre històric de la ciutat. En els anys 90 el govern de la ciutat va decidir rescatar l'edifici i fer-lo servir per albergar una gran col·lecció artesanal, projecte que va anar a càrrec de Teodoro González de Leon qui va restaurar i va actualitzar l'interior de l'edifici.

## La desfilada monumental de alebrijes

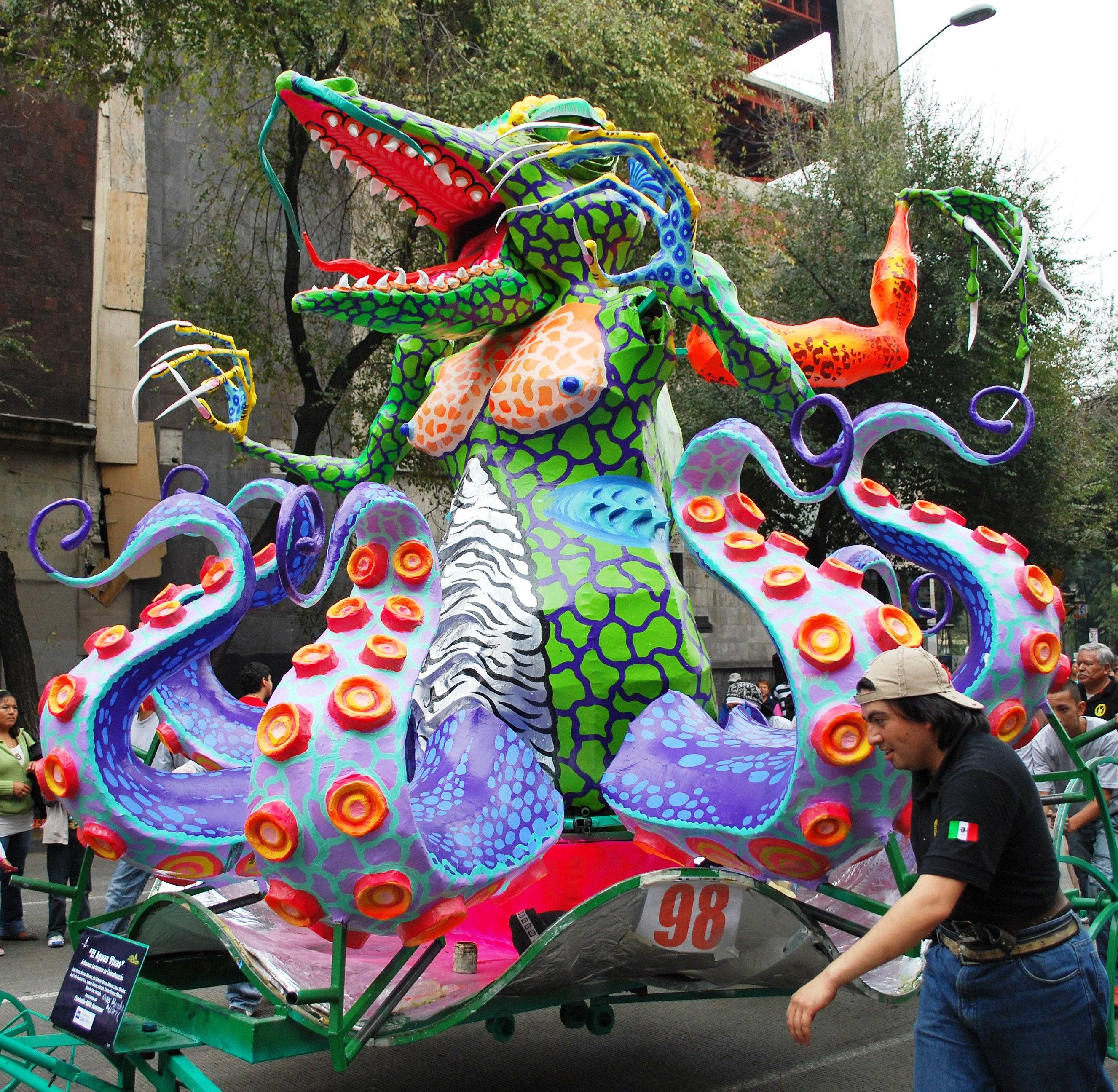
Alebrijes monumental Les Aigües Vives.

El museu és reconegut per l'organització anual de la desfilada de Alebrijess monumentals, iniciat el 2007.
Un Alebrije és una criatura fantàstica que combina parts d'altres éssers tant reals com imaginaris. Per exemple, éssers que barregen mosques amb cues de drac i lleons amb diversos caps, rebent nombrs com La mula de sis,Alebrijes(combinació d'Alebrijes + fills), AH1N1, La gàrgola de l'Atlàntida, entre d'altres. Usualment els alebrijes són figures petites fetes de cartró o fusta, pintades amb colors brillants i que s'elaboren sovint a Oaxaca i la zona central de Mèxic. Els alebrijes monumentals però, arriben a mesurar fins a 4 metres d'alt i 3 d'ample.
L'esdeveniment es denomina la Nit dels Alebrijes, organitzat en conjunt amb el govern de la ciutat de Mèxic i amb el suport de CONACULTA a més d'altres institucions privades i individus. L'objectiu és la promoció del treball d'artesans moderns. La creació d'aquestes obres s'inicia al juny i acaba a finals d'octubre quan es realitza la desfilada. La majoria són elaborades en cartró excepte les que procedeixen d'Oaxaca que usualment estan fetes de fusta. La desfilada comença des de la Plaça de la Constitució, recorre el Passeig de la Reforma i acaba a l'Àngel de la Independència. Els alebrijes competeixen per premis entre 50.000 i 20.000 pesos, realitzant-se la selecció després de la desfilada